# Supernal Liberty
SUPERNAL LIBERTY – dziesiąty album japońskiej piosenkarki Nany Mizuki, wydany 14 kwietnia 2014 roku. Osiągnął 1 pozycję na liście Oricon i pozostał na niej przez 15 tygodni, sprzedał się w nakładzie 100 244 egzemplarzy. Uzyskał status złotej płyty.
Album został wydany w trzech edycjach: regularnej i dwóch limitowanych CD+DVD/BD.
Utwór Appassionato został użyty w kwietniowych i majowych rozpoczęciach programu Countdown TV, utwór Ladyspiker wykorzystano w reklamie animeloLIVE!, a Million Ways＝One Destination została użyta w grze RPG na iOS/Android Kai-ri-Sei Million Arthur. Utwór Egao no yukue jest coverem piosenki zespołu Dreams Come True z 1990 roku. 

## Lista utworów
| Nr  | Tytuł                                                                      | Słowa                      | Kompozycja                          | Aranżacja                                                             | Czas |
| --- | -------------------------------------------------------------------------- | -------------------------- | ----------------------------------- | --------------------------------------------------------------------- | ---- |
| 1.  | "VIRGIN CODE"                                                              | Hibiki                     | Noriyasu Agematsu (Elements Garden) | Junpei Fujita (Elements Garden)                                       |      |
| 2.  | "GUILTY"                                                                   | Sayuri                     | Fujimatsu-ju, Ramon Riu             | Takanori Tsunoda                                                      |      |
| 3.  | "Appassionato" (jap. アパッショナート Apasshonāto)                         | Nana Mizuki                | Nana Mizuki                         | Hitoshi Fujima (Elements Garden)                                      |      |
| 4.  | "Egao no yukue" (jap. 笑顔の行方)                                          | Miwa Yoshida               | Masato Nakamura                     | Junpei Fujita (Elements Garden)                                       |      |
| 5.  | "Antique Nachtmusik" (jap. アンティークナハトムジーク Antīku Nahatomujīku) | Shōko Fujibayashi          | Takahiro Furukawa                   | Takahiro Furukawa                                                     |      |
| 6.  | "Fun Fun★People"                                                           | Naho                       | h-wonder                            | h-wonder                                                              |      |
| 7.  | "FATE"                                                                     | Nana Mizuki                | Jun Suyama                          | Jun Suyama                                                            |      |
| 8.  | "Vitalization -Aufwachen Form-"                                            | Nana Mizuki                | Noriyasu Agematsu (Elements Garden) | Noriyasu Agematsu (Elements Garden), Daisuke Kikuta (Elements Garden) |      |
| 9.  | Aishū Twilight" (jap. 哀愁トワイライト Aishū Towairaito)                   | Nana Mizuki                | Hiroshi Usami                       | Hiroshi Usami                                                         |      |
| 10. | "Setsuna Capacity" (jap. セツナキャパシティー Setsuna Kyapashitī)          | Arata Maruta               | Arata Maruta                        | Junpei Fujita (Elements Garden)                                       |      |
| 11. | "Ladyspiker"                                                               | Shihori                    | Nakano Riyota                       | Nakano Riyota                                                         |      |
| 12. | "Rock you baby!"                                                           | Nana Mizuki                | Naoya Endō                          | Tsunoda Takanori                                                      |      |
| 13. | "Million Ways＝One Destination"                                            | Kenichi Maeyamada          | Kenji Itō, Kenichi Maeyamada        | Kenji Itō                                                             |      |
| 14. | "Bokura no mirai" (jap. 僕らの未来)                                        | Toshiro Yabuki             | Toshiro Yabuki                      | Toshiro Yabuki                                                        |      |
| 15. | "Ai no hoshi -two hearts-" (jap. 愛の星 -two hearts-)                      | Nana Mizuki, Yoshiki Eriko | Yoshiki Eriko                       | Hitoshi Fujima (Elements Garden), Mika Agematsu                       |      |

## Notowania
| Lista                      | Pozycja |
| -------------------------- | ------- |
| Oricon Daily Albums Chart  | 1       |
| Oricon Weekly Albums Char  | 1       |
| Billboard Japan Top Albums | 1       |